# Allium assadii
Allium assadii är en amaryllisväxtart som beskrevs av Seisums. Allium assadii ingår i släktet lökar, och familjen amaryllisväxter.
Artens utbredningsområde är Iran. Inga underarter finns listade i Catalogue of Life.